# Carlos Manuel Piedra
Carlos Manuel Piedra (1895. – 1988.) je bio predsjednik Kube 1959. godine. 
Tijekom vladavine Fulgencia Batiste Carlos Piedra je došao do pozicije člana ustavnog suda prije diktatorovog bijega iz države. Anselmo Alliegro koji je postao novi predsjednik 1. siječnja 1959. godine demoraliziran bez ikakve nade u pobjedu predaje svoj položaj predsjednika u ruke najstarijeg člana ustavnog suda to jest Carlosa Piedre poštujući tako slovo zakona. Iako je novi predsjednik imao po riječima samog Fidela Castra možda i 50 puta više vojnika nego on njemu kao niti demoraliziranoj vojsci nije bilo do nastavka rata. U pregovorima koji slijede 2. siječnja 1959. godine Castro zahtjeva ostavku Carlosa Manuela Piedre smatrajući da mu se tim načinom krade izborena vojna pobjeda. Bez ikakve želje za nastavak rata novi predsjednik već 3. siječnja 1959. godine podnosi ostavku kako bi novi predsjednik mogao postati Fidelov čovjek Manuel Lleo.

## Vanjske poveznice
- https://web.archive.org/web/20110825081911/http://www.ejercitolibertadoractivo.org/presidentes%20de%20cuba.htm

| Prethodnik:      | Predsjednik Kube | Nasljednik:         |
| Anselmo Alliegro | Predsjednik Kube | Manuel Urrutia Lleo |